# Dia Mundial das Zoonoses
O Dia Mundial das Zoonoses, celebrado a 6 de julho, é uma data criada para alertar e estimular a discussão acerca das zoonoses. O dia 6 de julho foi escolhido porque foi nesta data, em 1885, que o cientista francês Louis Pasteur inoculou a primeira vacina contra a raiva (vacina antirrábica).